# Ulrich Busch (Slawist)

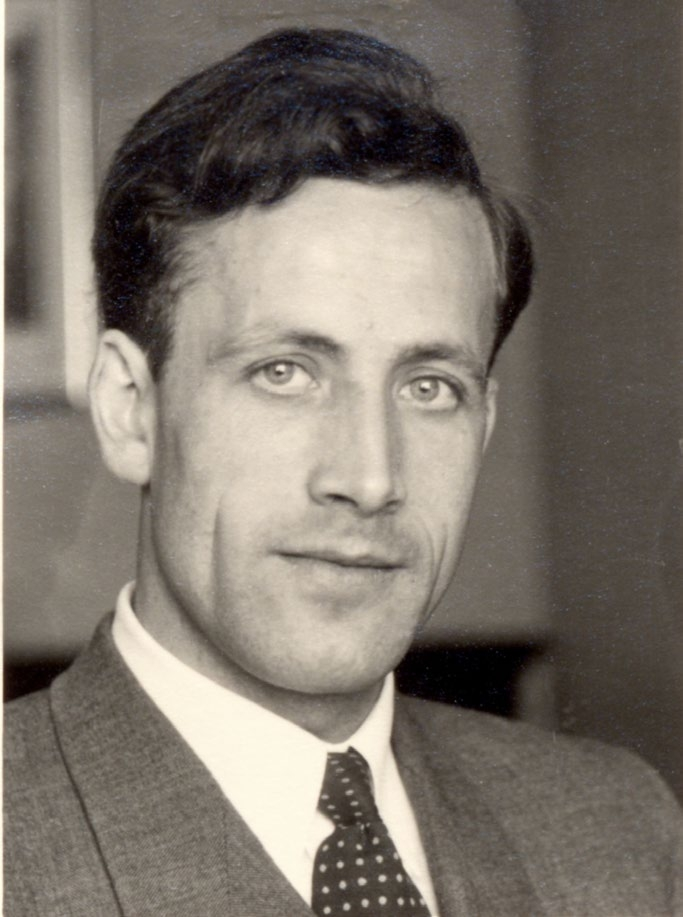
Ulrich Busch

Ulrich Paul Beatus Busch (* 10. September 1921 in Münstereifel; † 5. Juli 2021 in Preetz) war ein deutscher Slawist und Literaturwissenschaftler.

## Leben
Busch besuchte Schulen in München und Godesberg. Er studierte 1941 ein Semester Slawistik an der Universität Leipzig, bevor er als Soldat am Zweiten Weltkrieg teilnahm. Nach der Kriegsgefangenschaft studierte er von 1946 bis 1950 Slawistik, Deutsch und Philosophie an der Universität Bonn. Nach der Promotion in Bonn 1950 war er von 1952 bis 1961 an der Universität Münster, zuerst als wissenschaftlicher Assistent und nach der Habilitation 1958 als Privatdozent. Von 1961 bis 1989 wirkte er als Professor für Slawistik an der Universität Kiel in Nachfolge von Ludolf Müller.
Ulrich Busch trat neben seiner Tätigkeit als Literaturwissenschaftler auch als Übersetzer von Werken Anton Čechovs, Nikolaj Gogols und Alexander Puschkins in Erscheinung.
Busch war verheiratet und Vater von vier Kindern.

## Schriften (Auswahl)
- Das Menschenbild in den Romanen Dostojevskijs. Bonn 1950, OCLC 1071440177, Dissertation.
- Die Seinssätze in der russischen Sprache. Meisenheim am Glan 1960, OCLC 890405630, Habilitation.
- Puschkin. Leben und Werk. München 1989, ISBN 3-87904-105-9.